# Michael D. Weiss
Michael D. Weiss ist ein US-amerikanischer Drehbuchautor, der vornehmlich mit Boaz Davidson zusammenarbeitet.

## Karriere
Michael D. Weiss machte seine ersten Schritte im Filmgeschäft als Produktionsmanager bei dem Film Curdled – Der Wahnsinn. Seitdem arbeitet er ausschließlich als Drehbuchautor. Sein Debüt stellte Crocodile aus dem Jahr 2000 unter der Regie von Tobe Hooper dar. Danach folgten die Produktionen Octopus (2000) und dessen Fortsetzung Octopus 2: River of Fear (2001) sowie U.S. Seals 2 (2001). 2003 schrieb Weiss die Drehbücher für die Filme Con Rail und Disaster bevor er 2006 an der zweiten Fortsetzung von Ich weiß, was du letzten Sommer getan hast, Ich werde immer wissen, was du letzten Sommer getan hast, arbeitete. Danach folgte ebenfalls 2006 Butterfly Effect 2. 2008 wirkte er an Die Reise zum Mittelpunkt der Erde und 2011 an Hostel 3 als Drehbuchautor mit.
Weiss und Davidson arbeiteten zusammen bei den Filmen Octopus, Octopus 2: River of Fear,  U.S. Seals 2, Crocodile und Disaster. Die Zusammenarbeit bestand darin, dass Davidson bei all diesen Filmen die Story entwickelte und Weiss als Drehbuchautor mitwirkte.

## Filmografie
- 2000: Crocodile
- 2000: Octopus (Videofilm)
- 2001: U.S. Seals 2
- 2001: Octopus 2: River of Fear
- 2003: Con Rail
- 2003: Disaster
- 2006: Ich werde immer wissen, was du letzten Sommer getan hast (I’ll Always Know What You Did Last Summer)
- 2006: Butterfly Effect 2 (The Butterfly Effect 2)
- 2008: Die Reise zum Mittelpunkt der Erde (Journey to the Center of the Earth)
- 2011: Hostel 3 (Hostel: Part III)
- 2015: The Scorpion King 4 – Der verlorene Thron (The Scorpion King: The Lost Throne)
- 2016: Jarhead 3 – Die Belagerung (Jarhead: The Siege)
- 2022: Eraser: Reborn